# Джордан Патрік Сміт
Джордан Патрік Сміт (англ. Jordan Patrick Smith, нар. 18 червня 1989, Файф, Шотландія) — шотландсько-австралійський актор. Найбільш відомий за роллю Убби в телесеріалі «Вікінги».

## Рання життя та освіта
Сміт народився в окрузі Файф в Шотландії. Він навчався в Католицькій школі Святого Колумба і грав в футбол за юнацьку збірну «Данфермлін Атлетік». Після відпустки в Австралії в 2001 році родина Сміта закохалася в цю країну і вирішила іммігрувати. У 2003 році, коли Сміту було 13 років, вони перебралися в Брисбен. Він продовжив навчання в Католицькому коледжі Кармел.
На зорі кар'єри в перервах між зйомками Сміт працював різноробом.

## Особисте життя
Під час зйомок в австралійській мильній опері «Сусіди» Сміт знімав квартиру зі своїм колегою Крісом Мілліганом.
Сміт зустрічається з ірландської актрисою Софі Вавасо.

## Фільмографія
| Рік  |   | Українська назва       | Оригінальна назва   | Роль            |
| ---- | - | ---------------------- | ------------------- | --------------- |
| 2006 | с | Непокірна              | Mortified           | задирака        |
| 2008 | ф | Руїни                  | The Ruins           | Генріх          |
| 2008 | с | Додому і в дорогу      | Home and Away       | Дамо Ніколлс    |
| 2009 | с | H2O: Просто додай води | H2O: Just Add Water | Кемерон         |
| 2009 | с | Сусіди                 | Neighbours          | Ендрю Робінсон  |
| 2014 | ф | Нескорений             | Unbroken            | Кліфф           |
| 2015 | с | Вигнанці               | Banished            | рядовий Малруні |
| 2016 | с | Вікінги                | Vikings             | Убба            |